# Kaali, Ösel
Kaali (tyska: Sall) är en by (estniska: küla) på Ösel i Estland. Den ligger i Ösels kommun i landskapet Saaremaa (Ösel), 18 kilometer nordost om öns residensstad Kuressaare. Kaali ligger centralt på Ösel i den del som före kommunreformen 2017 tillhörde Pihtla kommun. Kaali hade 35 invånare vid folkräkningen år 2011.

## Kaalikratern
Orten är känd som plats för Kaalikratern, den största av en serie nedslagskratrar omkring orten Kaali som tros vara omkring 3 500 år gamla. Kratern är omkring 110 meter i diameter och 20 meter djup och bildar en kratersjö med 30 till 60 meters diameter, beroende på den aktuella vattennivån. Under järnåldern var kratern befäst, och arkeologiska lämningar av djur och begravda silverföremål indikerar att kratersjön under lång tid använts som kultplats.
Kratersjön är ett av Ösels populäraste turistmål och i orten finns idag ett museum, ett café, ett hotell och en butik.

## Källor

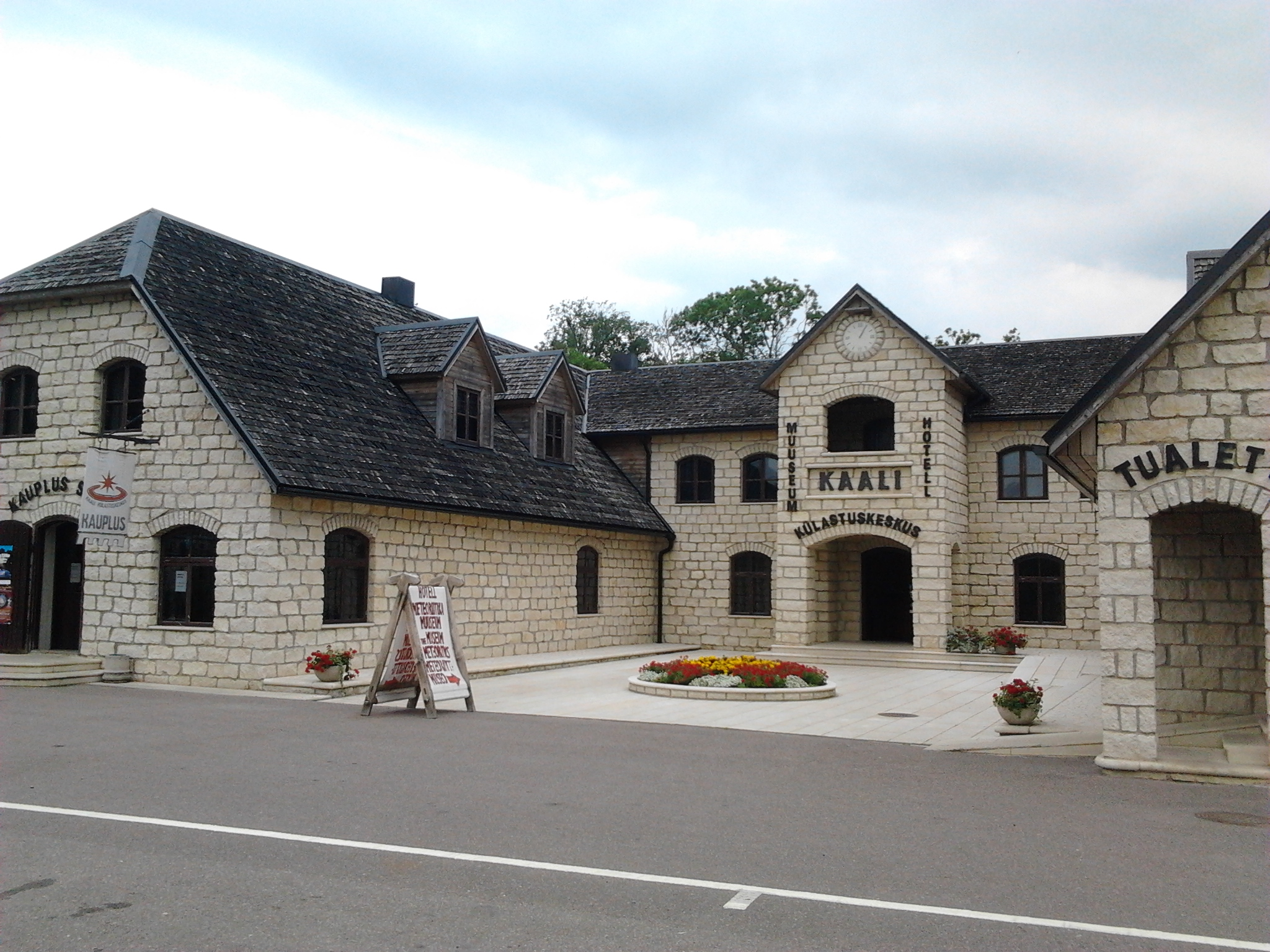
Kaalis museum